# Vladimír Černý

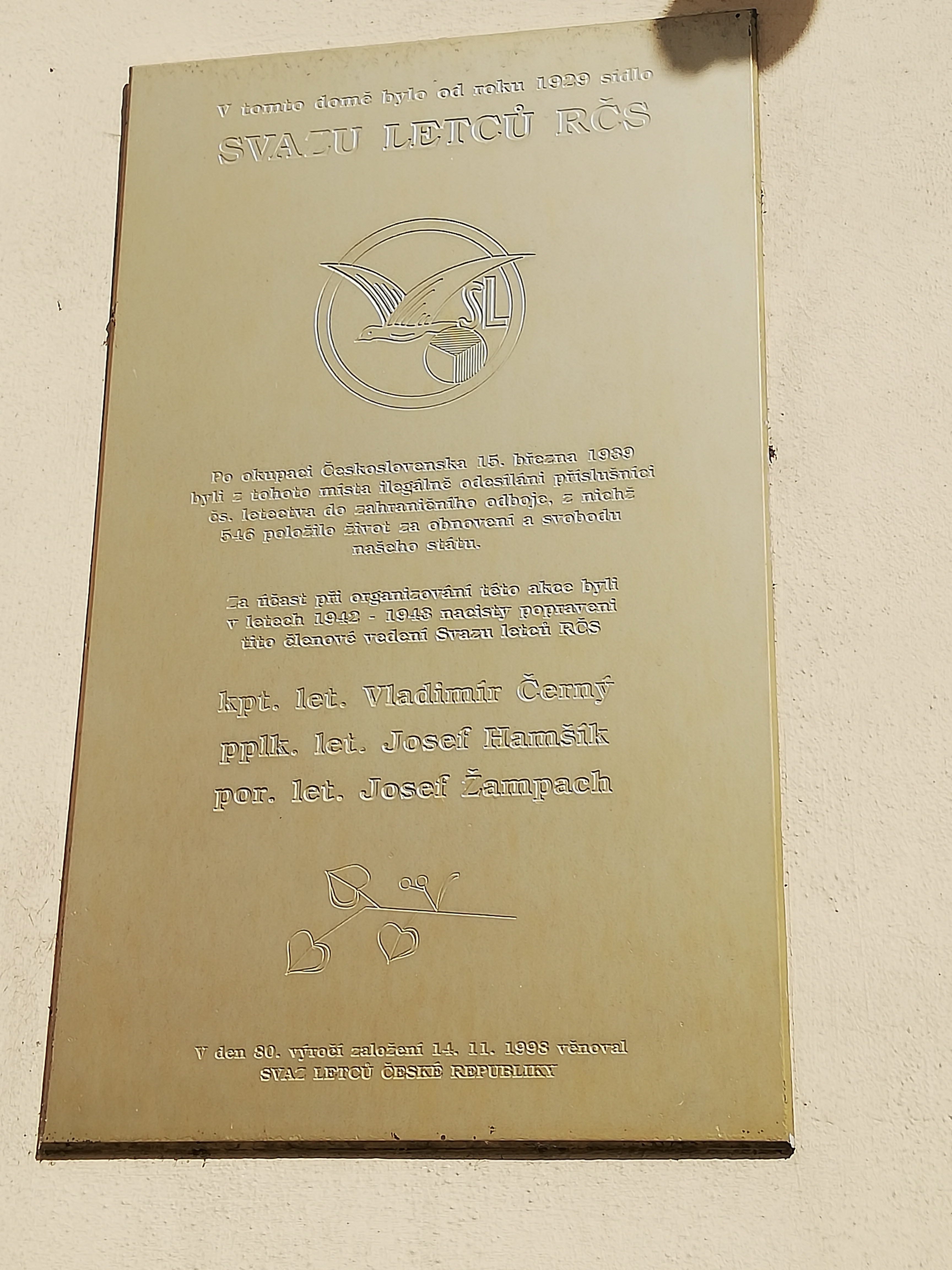
Pamětní deska v ulici Na Poříčí 1061/37 na Praze 1 na Novém Městě

Vladimír Černý (2. února 1895 Nusle – 8. dubna 1943 Berlín-Charlottenburg) byl během první světové války rakousko-uherským válečným letcem na italské frontě. Po přeletu k nepříteli byl zajat a stal se příslušníkem pěšího pluku československých legií. Po skončení první světové války a návratu do Československa vstoupil do řad důstojníků československé armády jako vojenský pilot, absolvoval francouzskou leteckou školu a desetiměsíční studium vojenského a civilního letectví v USA. Krátký čas velel pokusné letce ve Vojenském leteckém ústavu a v letech 1925 až 1939 byl civilním šéfpilotem letecké firmy Avia. Byl držitelem několika národních i světových leteckých rekordů. Za protektorátu se stal členem Obrany národa, pracoval ve funkci předsedy ilegálního výboru Svazu letců republiky Československé, který organizoval nelegální odesílání leteckých specialistů z hranice Protektorátu Čechy a Morava, krátce vykonával zpravodajskou činnost pro ruskou (sovětskou) vojenskou zpravodajskou službu GRU. V únoru 1940 byl zatčen gestapem, vyslýchán, vězněn v německých káznicích a nakonec byl za odbojovou činnost odsouzen k trestu smrti a popraven gilotinou dne 8. dubna 1943 v Berlíně-Charlotenburgu.

## Život
Vladimír Černý se narodil 2. února 1895 v Nuslích u Prahy.

### První světová válka
Na začátku první světové války (1914) narukoval k rakousko-uherském armádním letectvu. Pilotní zkoušku složil 5. července 1915. Jako pilot aeroplánu „Brandenburg“ a příslušník letecké setniny 15 – IGALO se účastnil bojových letů na jižní (italské) frontě. Na konci června 1916 se mu dostal do ruky česky psaný leták, ve kterém Tomáš Garrigue Masaryk a Milan Rastislav Štefánik vyzývali Čechy a Slováky k opuštění rakousko-uherské armády. Vladimír Černý po dokončeném bojovém průzkumu dne 2. července 1916 nahlásil, že v motoru jeho aeroplánu „Brandenburg“ něco klape. Motor byl podroben prohlídce mechanikem a následoval kontrolní let, který musel Vladimír Černý pilotovat sám, aniž mu za zády seděl poručík – německý pozorovatel. Dne 3. července 1916 tak po svítání odstartoval Černý sám (z letiště Pergine / Castel Franco) a hned po dosažení letové výšky stočil stroj za italské zákopy. O pár desítek minut později pak přistál v pořádku ve svahu pláně poblíž Castel Franco – Basamo. Vladimír Černý byl italskými vojáky zajat (3. července 1916) a následně internován v zajateckém táboře na ostrově Asi. Zde se téměř ihned zapojil do organizování a sestavování dobrovolnických československých jednotek.
Do řad československých legionářů se Vladimír Černý přihlásil již 1. prosince 1916 v Padule. Prvním útvarem, kam byl poručík Vladimír Černý v legiích zařazen (18. dubna 1918) byl 31. pěší pluk. Vojákem elitní jednotky československých legií v Itálii - 39. výzvědného pěšího pluku se stal v roce 1918. Tento výzvědný pěší pluk byl znám nejen svými výpady, ale i sabotážními akcemi, které realizoval i v hloubce rakousko-uherského týlu.
Vladimír Černý se s pěším plukem účastnil v ofenzivách na Piavě, u Montela a Falze di Piave. Dne 28. října 1918 zahájila italská armáda generální ofenzívu, při níž před „sebou tlačila“ vojensky oslabené rakousko-uherské pluky. V noci z 27. října 1918 na 28. října 1918 se Vladimír Černý spolu s dalšími vybranými legionářskými dobrovolníky převlékli do rakouských uniforem a několik hodin před zahájením italského útoku pronikli u Faleze di Piave do rakouských pozic. Tady realizovali záškodnické akce: ničili telefonní spojení, likvidovali hlídky u důležitých objektů, zapálili několik skladišť, přepadli minimálně jedno rakouské letiště a po zahájení dělostřelecké palebné přehrady pak vyvolávali zmatky a paniku v rakouských řadách. Dokonce falešnými rozkazy zaváděli rakouské jednotky místo k ústupu do týlu přímo před palebné pozice Italů. Posledním působištěm nadporučíka Vladimíra Černého v legiích byl letecký oddíl. Administrativně byl z československých legií Vladimír Černý vyřazen v roce 1921.

### Maďarsko-československá válka
Dne 28. října 1918 byl vyhlášen samostatný československý stát, jehož součástí mělo být území Slovenska (tehdy Horních Uher), které dosud náleželo Maďarsku. Prakticky od počátku listopadu 1918 začalo docházet ke střetům mezi Maďary a československými vojenskými jednotkami. V dubnu roku 1919 proběhl v Maďarsku bolševický převrat, po němž se maďarská armáda pokusila dobýt Slovensko a Sedmihradsko, čímž vyvolala válku s Československem a Rumunskem. Tento válečný konflikt je označován jako Maďarsko-československá válka, odehrával se mezi Československem a Rumunskem na jedné straně a Maďarskou republikou rad na straně druhé. V tomto konfliktu – válce o Slovensko – se bojovalo i o Sedmihradsko a Podkarpatskou Rus, konflikt trval od roku 1918 až do srpna 1919 a po jeho skončení Československo získalo kontrolu nad územím Slovenska, které před válkou bylo součástí Uherska.
Vladimír Černý se tohoto konfliktu účastnil jako pěšák (infanterista) v rámci útvarů československé divize, která byla ihned po přesunu z Itálie nasazena do bojů na Slovensku. Účastnil se obrany Komárna, kde jeho pluk odrazil jeden z prvních velkých útoků bolševické maďarské armády a způsobil jí těžké ztráty. Poté se účastnil ještě konfliktů na dalších bojištích: Dunajská Streda, Hurbanovo a jinde.

### V československém letectvu
Po skončení bojů Maďarsko-československé války se Vladimír Černý přihlásil do nově vzniklého československého letectva. Absolvoval francouzskou leteckou školu a následně krátce sloužil u Leteckého sboru na letištích v Praze a u polní setniny v Nitře - budoucím sídle 3. leteckého pluku československé armády. Od května 1921 do března 1922 studoval v USA jak vojenské, tak i civilní letectví. Po návratu do Československa byl povýšen a zařazen na funkci velitele stíhací perutě. Na konci roku 1924 (v prosinci 1924) byl přeřazen (v hodnosti štábního kapitána letectva) na funkci velitele pokusné letky ve Vojenském leteckém ústavu (VLÚS).

### Ve firmě Avia

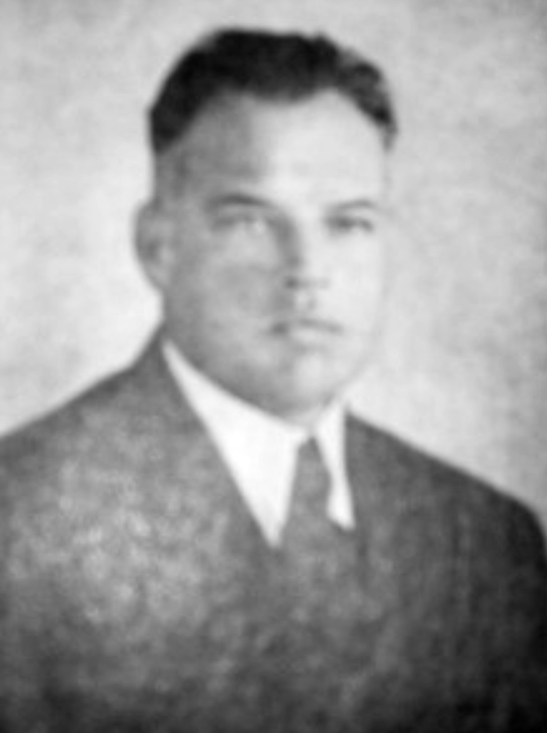
Vladimír Černý (před rokem 1944)

O rok později (1925) ale Vladimír Černý odešel z československé armády a nastoupil na funkci šéfpilota firmy Avia, kde až do nastolení protektorátu (15. března 1939) zalétával veškeré prototypy letadel, jenž tato letecká firma vyvíjela. Společně s podplukovníkem Josefem Hamšíkem byl Vladimír Černý držitelem několika národních (i světových) leteckých rekordů.

### Protektorát
Štábní kapitán letectva Vladimír Černý se záhy po příjezdu okupační německé armády dne 15. března 1939 zapojil do činnosti domácího odboje v ilegální organizaci Obrana národa a prakticky až do rozbití její první garnitury (v roce 1940) pracoval jako předseda ilegálního výboru Svazu letců republiky Československé, který organizoval (spolu s Obranou národa) nelegální odesílání leteckých specialistů z hranice Protektorátu Čechy a Morava. Kromě této činnosti se v lednu 1940 zapojil do zpravodajských aktivit ve prospěch GRU – ruské (sovětské) vojenské zpravodajské služby. Vinou proniknutí německé kontrašpionáže do struktur spolupracovníků GRU byl dne 4. února 1940 zatčen. Po sérii tvrdých výslechů byl štábní kapitán Vladimír Černý vězněn v německých káznicích. Před Německým lidovým soudem byl nakonec za účast při organizování ilegálních odchodů a za další odbojovou činnost odsouzen k trestu smrti a popraven gilotinou dne 8. dubna 1943 v Berlíně-Charlotenburgu. Spolu s ním byl toho dne (8. dubna 1943) popraven i podplukovník letectva Josef Hamšík. Jejich bezhlavé trupy (obdobně jako ostatky ostatních gilotinou popravených) byly odvezeny do anatomických a patologických ústavů v Německu a Rakousku (mimo jiné např. i do piteven Humboldtovy univerzity v Berlíně).

## Pamětní deska
Od roku 1928 sídlil ve třetím patře domu v ulici Na Poříčí 1061/37 na Praze 1 na Novém Městě Svaz letců republiky Československé, jehož přítomnost připomíná dodnes (červen 2020) na levé straně vstupních dveří umístěná pamětní deska s následujícím textem: V TOMTO DOMĚ BYLO OD ROKU 1929 SÍDLO / SVAZU LETCŮ RČS / PO OKUPACI ČESKOSLOVENSKA 15. BŘEZNA 1939 / BYLI Z TOHOTO MÍSTA ILEGÁLNĚ ODESÍLÁNÍ PŘÍSLUŠNÍCI / ČS. LETECTVA DO ZAHRANIČNÍHO ODBOJE, Z NICHŽ / 546 POLOŽILO ŽIVOTY ZA OBNOVENÍ A SVOBODU / NAŠEHO STÁTU. / ZA ÚČAST PŘI ORGANIZOVÁNÍ TÉTO AKCE BYLI / V LETECH 1942-1945 NACISTY POPRAVENI / TITO ČLENOVÉ VEDENÍ SVAZU LETCŮ RČS // KPT. LET. VLADIMÍR ČERNÝ / PPLK. LET. JOSEF HAMŠÍK / POR. LET. JOSEF ŽAMPACH // V DEN 80. VÝROČÍ ZALOŽENÍ 14.11.1998 VĚNOVAL / SVAZ LETCŮ ČESKÉ REPUBLIKY